# 閃電·湯普森
閃電·湯普森（英語：Flash Thompson），本名尤金·「閃電」·湯普森（Eugene "Flash" Thompson），是漫威漫畫所出版的蜘蛛人漫畫中的一位虛構人物，由史丹·李和史蒂夫·迪特科共同創作。閃電是蜘蛛人彼得·帕克的高中同學，後來在中東戰爭中失去雙腿的他接受了美國政府的一項實驗，使他成功和猛毒共生體結合，成為了超級英雄「猛毒特工」（Agent Venom）並為美國政府工作。

## 人物
身為美式足球校隊成員的尤金·「閃電」·湯普森（Eugene "Flash" Thompson）是中城高中的風雲人物，總是欺負當時尚未得到超能力的同學彼得·帕克。
在超級英雄蜘蛛人開始出現並在紐約市街頭行俠仗義後，閃電從此成為了蜘蛛人的忠實粉絲，但他並不知道那個在學校裡被他欺負的同學彼得其實就是蜘蛛人。
長大後選擇從軍的閃電經歷過伊拉克戰爭，但在某次任務中失去雙腿而只好退役。後來他接受了美國政府的徵招，參加了一項和猛毒共生體有關的高度機密實驗，最後閃電成功與猛毒共生體結合，成為了「猛毒特工」並替美國政府執行各項高度機密任務。
閃電在某次任務中為了保護一名女孩避免吸入毒氣而分裂出一小部份共生體，卻導致該名女孩被共生體寄生並自稱「燥狂」。
在後來的某次任務中，閃電被外星人綁架至外太空，逃脫後遇到星際異攻隊並與他們一起行動。在這段冒險旅途中，他們來到了共生體的原生星球並了解到共生體是怎樣的一種存在，閃電因此和猛毒共生體達成了更佳的聯繫，使猛毒特工成為了宇宙騎士的新形態。
後來猛毒共生體返回前宿主艾迪·布洛克的身上，閃電認為艾迪只會讓猛毒失控和發狂，所以想把共生體帶回去，結果因為浸泡在抑制共生體的藥劑中而變成新一代血清。

## 能力
接受過軍事訓練的閃電有著出色的格鬥能力，同時他也能熟練地操作各種常規武器，他更是個熟練的狙擊手。
參加了政府機密實驗後，閃電成功地成為了猛毒的新宿主，不但令他得回失去的雙腿，更讓他擁有了共生體帶來的蜘蛛人的所有能力與猛毒特有的一些能力。
雖然成為猛毒的新宿主，可是閃電無法長時間和共生體結合，只要超過48小時，共生體就會開始失控、狂暴，變得和最早的猛毒一樣兇惡。

## 其他媒體

### 電視
- 《終極蜘蛛人》（2012年-2017年）：由Matt Lanter（閃電與猛毒特工）和Logan Miller（小孩時期）配音。
- 《蜘蛛人》（2017年-2020年）：閃電由Benjamin Diskin配音。

### 電影
- 蜘蛛人三部曲：由乔·曼根尼罗飾演。
  - 《蜘蛛人》（2002）
  - 《蜘蛛人3》（2007）：客串

- ：由克里斯·澤爾卡飾演[1]。
  - 《蜘蛛人：驚奇再起》（2012）

- 漫威電影宇宙：由東尼·雷佛羅里飾演。
  - 《蜘蛛人：返校日》（2017）[2]
  - 《蜘蛛人：離家日》（2019）[3]
  - 《蜘蛛人：無家日》（2021）

### 電子遊戲
- 《漫威英雄 Online》：猛毒特工在本作中登場，由克里斯賓·弗里曼配音[4]。
- 《MARVEL未來之戰》：手機遊戲，猛毒特工為玩家可使用角色之一。

### 音樂劇
- 《蜘蛛人—關掉黑暗》：由Matt Caplan飾演。